# Berniniella serratirostris
Berniniella serratirostris är en kvalsterart som först beskrevs av Golosova 1970.  Berniniella serratirostris ingår i släktet Berniniella och familjen Oppiidae.

## Underarter
Arten delas in i följande underarter:
- B. s. serratirostris
- B. s. hauseri
- B. s. oscensis